# Dolphin
Dolphin je privzeti upravljalnik datotek v namiznem okolju KDE 4. 
Dolphin je namenjen brskanju po datotekah in odpirate, kopiranju ter premikanju le-teh. Dolphin se osredotoča na preprostost uporabe in nadomešča upravljalnika datotek Konqueror, ki je bil na voljo v KDE 3 in starejših serijah. Konqueror ima še vedno funkcijo upravljalnika datotek, a je posebej namenjen brskanju po spletu.

## Pregled značilnosti
- Navigacijska orodna vrstica - vsak del URLja je klikabilen
- 3 možnosti ogleda (Ikonski, detajlni, urejeni seznam), ki se lahko nastavijo za vsako mapo posebej
- Razpolovitev okna (za preprosto kopiranje in premikanje datotek)
- Pretočnost - uporaba KIO
- gumb Razveljavi/Ponovi
- preimenovanje več datotek